# Пустопольє (Шарканський район)
Пустопо́льє (рос. Пустополье) — присілок у складі Шарканського району Удмуртії, Росія.

## Населення
Населення — 30 осіб (2010; 42 у 2002).
Національний склад станом на 2002:
- удмурти — 98 %

## Урбаноніми[3]
- вулиці — Джерельна, Центральна